# 70
| 70                 |
| ------------------ |
| Dødsfald - Fødsler |
|                    |

| Gregoriansk kalender | 70 LXX                  |
| Ab urbe condita      | 823                     |
| Armensk kalender     | I/T                     |
| Kinesiske kalender   | 2766 – 2767 己巳 – 庚午 |
| Etiopisk kalender    | 62 – 63                 |
| Jødisk kalender      | 3830 – 3831             |
| Hindukalendere       |                         |
| - Vikram Samvat      | 125 – 126               |
| - Shaka Samvat       | N/A                     |
| - Kali Yuga          | 3171 – 3172             |
| Iransk kalender      | 552 BP – 551 BP         |
| Islamisk kalender    | 569 BH – 568 BH         |

Se også 70 (tal)

## Begivenheder
- 31. maj - i Jerusalem indtager de romerske tropper den første bymur
- 10. august - Romerne anført af den senere kejser Titus ødelægger Jerusalem

## Dødsfald
- Heron, græsk matematiker og ingeniør (født ca. 10)